# Wer mich liebet, der wird mein Wort halten, BWV 74
Wer mich liebet, der wird mein Wort halten BWV 74 (Aquell qui m'estimi mantindrà la meva Paraula), és una cantata religiosa de Johann Sebastian Bach per al diumenge de Pentecosta, estrenada a Leipzig, el 20 de maig de 1725.

## Origen i context
Aquesta cantata porta el mateix títol que la BWV 59 – títol que prové del discurs als deixebles que fa Jesús sopar comiat a l'evangeli de Sant Joan – composta l'any anterior; Bach n'aprofità el primer i el quart número per als dos primers d'aquesta cantata. El llibret és de Marianne von Zigler i conté materials d'origen divers, com dues cites de l'evangeli indicat de Joan, els versicles (14, 23) en el primer número i els (14, 28) en el quart; en el sisè número es fa ús del versicle (8, 1) de l'epístola als Romans i en el coral final de la segona estrofa de Gott Vater, sende deinen Geist de Paul Gerhardt (1653). Per a aquest diumenge, es conserven tres altres cantates, la BWV 34, la comentada i homònima BWV 59 i la BWV 172.

## Anàlisi
Obra escrita per a soprano, contralt, tenor, baix i cor; tres trompetes, timbals, dos oboès, oboe da caccia,corda i baix continu. Consta de vuit números amb una disposició simètrica.
1. Cor: Wer mich liebet, der wird mein Wort halten (Aquell qui m'estimi mantindrà la meva Paraula)
2. Ària (soprano): Komm, komm, mein Herze steht dir offen (Vine, vine, el meu cor t'és obert)
3. Recitatiu (contralt): Die Wohnung ist bereit (La Llar està a punt)
4. Ària (baix): Ich gehe hin und komme wieder zu euch (Me'n vaig, però tornaré a vosaltres)
5. Ària (tenor): Kommt, eilet, stimmet Sait und Lieder (Veniu, afanyeu-vos, Feu sonar les cordes i canteu)
6. Recitatiu (baix): Es ist nichts Verdammliches an denen (No hi ha condemnació possible)
7. Ària (contralt): Nichts kann mich erretten (Res no podrà salvar-me)
8. Coral: Kein Menschenkind hier auf der Erd (Cap criatura humana aquí, a la Terra)

El cor inicial prové de la transformació del duo que obre la cantata BWV 59, ampliant-ne els efectius instrumentals amb una altra trompeta i tres oboès, un d'ells da caccia, i la supressió dels solistes, manté, però, el mateix baix continu. En aquesta versió es destaca més l'ambient de joia, que en l'altra cantata era més contingut. L'ària de soprano, número 2, prové del número 4 de l'altra cantata però presenta tres diferències importants: s'ha canviat el registre vocal de baix a soprano, el violí ha estat substituït per l'oboè da caccia i la tonalitat ha passat de Do major a Fa major. Un recitatiu breu de contralt porta a l'ària, número 4, el centre de l'obra, en què el baix encarna Jesús i canta “Me'n vaig, però tornaré a vosaltres Si m'estiméssiu, us en alegraríeu” acompanyat només pel continu, on es repeteix vuit vegades Ich gehe hin (Me'n vaig). L'ària següent, de tenor amb la corda i el continu, és un concertant típicament barroc ple de vida i optimisme, la música subratlla el text amb unes notes seques en la invitació kommt (veniu), el terme eilet (afanyeu-vos) es vocalitza amb quaranta-vuit semicorxeres, i sobre der hochgelobte (el glorificat) es canten uns crits ascendents d'exclamació. El recitatiu seriós,número 6, en què el baix fa de Sant Pau, es trenca per l'ària de contralt, amb un aire de dansa acompanyat pràcticament per tot el conjunt instrumental. L'obra acaba, com és habitual, amb un coral que canta el text indicat amb una melodia d'origen profà, en què la trompeta duplica al soprano, els oboès, violins i viola a les veus superiors, segons la tessitura i el continu al baix. Té una durada d'uns vint-i-dos minuts.

## Discografia seleccionada
- J.S. Bach: Das Kantatenwerk. Sacred Cantatas Vol. 4. Gustav Leonhardt, Knabenchor Hannover (Heinz Hennig, director), Collegium Vocale Gent (Philippe Herreweghe, director), Leonhardt-Consort, Jörg Erler (soprano del cor), Paul Esswood, Kurt Equiluz, Max van Egmond. (Teldec), 1994.
- J.S. Bach: The complete live recordings from the Bach Cantata Pilgrimage. CD 22: Holy Trinity, Long Melford; 11 de juny de 2000. John Eliot Gardiner, Monteverdi Choir, English Baroque Soloists, Lisa Larssson, Derek Lee Ragin, Christoph Genz, Panajotis Iconomou. (Soli Deo Gloria), 2013.
- J.S. Bach: Complete Cantatas Vol. 14. Ton Koopman, Amsterdam Baroque Orchestra & Choir. (Challenge Classics), 2003.
- J.S. Bach: Cantatas Vol. 35. Masaaki Suzuki, Bach Collegium Japan, Yokari Nonoshita, Robin Blaze, Makoto Sakurada, Peter Kooij. (BIS), 2007.
- J.S. Bach: Church Cantatas Vol. 23. Helmuth Rilling, Gächinger Kantorei, Bach-Collegium Stuttgart. (Hänssler), 1999.